# Bitva u Mišaru
Bitva u Mišaru byla střetem, v němž srbští povstalci rozdrtili osmanskou armádu. V bitvě zahynulo mnoho osmanských velitelů.